# 8e Bataillon (Régiment de défense de l'Ulster)
Pour les articles homonymes, voir 8e bataillon.
Le 8e  bataillon (comté de Tyrone), régiment de défense de l'Ulster est formé le 1er décembre 1971 à l'aide de compagnies stationnées dans l'est du comté, appartenant au 6e bataillon, régiment de défense de l'Ulster. Il est, avec le reste du régiment de défense de l'Ulster (UDR), intégré aux Royal Irish Rangers en 1992 pour former le Royal Irish Regiment.

## Histoire

### Organisation
Le QG du bataillon est basé à Killymeal House, à Dungannon, qui abrite également le commandant et sa famille. La salle des opérations est située dans les écuries. Cinq compagnies sont dispersées entre Killymeal House et le reste de la zone du bataillon.
Le premier commandant est le lieutenant-colonel John Blackwell du Royal Tank Regiment.

### Attaque à la bombe
Le 7 novembre 1974, un homme armé détourne une camionnette avec son chauffeur. Une bombe de 500 livres (226,796185 kg) est placée dans la camionnette et le conducteur doit l'emmener à la base locale du régiment de défense de l'Ulster, qui est la compagnie J du 8e régiment. La base est préparée comme les autres pour une telle attaque. Lorsque la camionnette arrive, un sergent de la compagnie J attrape son pistolet-mitraileur Sterling et force le chauffeur de la camionnette à mettre son véhicule dans un « Critpit ». Il s'agit d'une fosse profonde, assez grande pour contenir un camion et bordée de sacs de sable, nommée d'après son créateur, le colonel I. R. Critchley, commandant adjoint de la 3e brigade d'infanterie. La bombe explose moins d'une heure plus tard, causant peu de dégâts à l'exception de quelques fenêtres brisées dans la base et les environs.

## Pertes humaines
Le premier soldat du nouveau bataillon est tué le 7 décembre 1971. Le caporal suppléant Dennis Wilson (compagnie J), âgé de 31 ans, est alité chez lui en raison d'un rhume. À 22 h 30, trois hommes armés entrent de force dans sa ferme près de Caledon, dans le comté de Tyrone, à 300 yards de la frontière avec la république d'Irlande. L'un d'eux tient sa famille sous la menace d'une arme dans une pièce du rez-de-chaussée tandis que les deux autres montent à l'étage et l'abattent.